# Albertico Yáñez
Alberto Jorge Yáñez Quiñoa (La Habana, 15 de diciembre de 1957-26 de septiembre de 2008), conocido como Albertico Yáñez, fue un narrador, poeta, dibujante y guionista de radio y televisión cubano, que escribió especialmente literatura infantil.

## Biografía
Nacido en el seno de una familia vinculada al mundo de las letras —su padre era periodista y su hermana es una reconocida escritora—, Albertico Yáñez pareció escoger un camino diferente al estudiar en la Escuela Nacional de Artes Plásticas de San Alejandro en la que se graduaría en 1977. Sin embargo, posteriormente terminó la carrera de Filología en la especialidad de Literatura Hispanomericana de la Universidad de La Habana, demostrando su interés por todas las manifestaciones artísticas. 
Desinhibido, ya de niño fue actor en espacios televisivos y en 1980 pasó a trabajar como asesor literario en la Brigada de Instructores de Arte XX Aniversario, de Jagüey Grande, Matanzas, donde fue además uno de los redactores de la revista literaria Espiga. En 1981 pasaría a desempeñarse como técnico en restauración de obras de arte en el Museo Municipal de Centro Habana. Entre 1986 y 1987 escribió el guion del programa infantil Tía Tata, de Radio Liberación y en 1988 realizó el guion del programa televisivo Contacto que conducía Hilda Rabilero. También colaboró en publicaciones de temática cultural como las revistas Unión o El Caimán Barbudo.
Polifacético, fue el diseñador del afiche azul con el cofre de libros que identificó al Pabellón Infantil Tesoro de Papel en la Feria Internacional del Libro de La Habana del 2000 y ese nombre, Tesoro de Papel, fue su idea y también fue suya la letra de la canción escrita como un himno a la fantasía eterna. También fue el diseñador del stand de la Editorial Gente Nueva para la Feria Internacional del Libro de La Habana del 2003, que mereciera el premio al mejor Stand Cubano ese año.
De Albertico Yáñez se destaca una narración desenfadada, matizada con humor, fantasía e ingenio, llena de "interrogantes y cosas raras interminables". Su amiga, la escritora y editora, Mirtha González ha dicho que: "Todo en él era grandilocuente, universal, tremendo. Nunca estuvo en el equilibrio de la balanza, sino por encima de ella. Amante eterno de la belleza, le rendía culto en cualquier manifestación de la cultura: el cine, la plástica, el teatro y era un melómano increíble. Coleccionaba fotos y afiches de Marilyn Monroe y su dirección de correo electrónico era otra manera de rendirle homenaje. Nunca escribió directamente en la computadora: solo la usaba para recibir y enviar mensajes a las amistades que tenía en todo el mundo". También se afirma que fue un artista de pluma experimental; infatigable soñador y disparatado. Su hermana, la escritora Mirta Yáñez, ha dicho, en clave de humor, que "nadie, excepto su perra Gladis Elvira y su gata Ana Luisa Gutiérrez, puede dar fe de quién rayos es Albertico Yáñez". Los extravagantes títulos de sus libros y las muchas rarezas que en ellos aparecen coinciden con su propia personalidad y su apariencia de duende travieso y maldito, como lo calificara el también escritor de literatura para niños Enrique Pérez Díaz, quien también ha señalado que en su estilo, disparate, fantasía, humor y exaltada imaginación campean por su respeto para alegría del lector.
Albertico Yáñez viajó por varios países, fundamentalmente Brasil y Argentina, donde realizó lecturas de su obra y ofreció conferencias sobre la literatura infantil cubana.
Se cree que fue asesinado en su casa el 26 de septiembre de 2008, aunque las circunstancias de su muerte nunca se han aclarado.
En 2013, la decimosegunda edición de los Juegos Florales en Matanzas, Cuba, estuvo dedicada, entre otros autores, a Albertico Yáñez por el quinto aniversario de su fallecimiento.

## Obra publicada
- Cuentan que Penélope, (1981), 53 pp. Reedición en 2003[10]
- "Arrugas" en Ocho cuentos ocho (1990), Buenos Aires, Argentina
- Entretenimientos deportivos (1990). Cuento, 79 pp.
- Este libro horroroso y sin remedio (1996)[10]
- La frenética historia del bolotruco y la cacerola encantada (2000)[10]
- Poco libro para tanta barrabasada, (2002)[10]
- La perdida por la ganada o el cambio del niño por la vaca, (2005)[10]
- Zafarrancho colosal, Editorial Gente Nueva, 2009[10]
- Trocando gato por lebre ou menino por vaca (2010), Belo Horizonte, Brasil
- Libro primero de las cosas raras, Editorial Gente Nueva, 2010[10][11]
- Libro segundo de las cosas raras, Editorial Gente Nueva, 2011[10][12]
- El cuaderno de las maticas (y otras hierbas), Ediciones Unión, Colección Ismaelillo, La Habana, 2011.[10]
- Otra barrabasada de Albertico, 2012

## Premios y reconocimientos
- Mención en el concurso David, poesía (1978), con el poemario De nosotros, héroes.[2]
- Primer premio en el Encuentro Debate Nacional de Talleres Literarios en la categoría de cuento para niños (1978).[2]
- Premio en el concurso 13 de marzo, cuento para niños (1979[2] por Cuentan que Penélope y en 1985 por Libro primero de las cosas raras).
- Mención UNEAC, narrativa para niños (1980 por La rebambaramba de los bichos y las musarañas y 1984 por Libro primero de las cosas raras).
- Primer premio Encuentro Debate Nacional de Talleres Literarios en cuento para niños, 1980.
- Primer premio en el concurso Néstor Ulloa, de Matanzas, narrativa para niños (1981).
- Premio especial "X Aniversario de Talleres Literarios", (1983).
- Tercera Mención en Concurso Colihue en Argentina (1989).
- Premio Pinos Nuevos (1996) por su libro para niños Este libro horroroso y sin remedio.
- Premio Nacional de la Crítica (1997), por su obra Este libro horroroso y sin remedio.
- Premio La Rosa Blanca (2006) por su obra titulada La perdida por la ganada o el cambio de la vaca por el niño, publicada en el 2005.[10]
- Premio La Rosa Blanca por la obra de toda su vida, distinción otorgada por primera vez post mortem por la sección de literatura infantil de la UNEAC.